# Ligny-en-Brionnais
Ligny-en-Brionnais é uma comuna francesa na região administrativa de Borgonha-Franco-Condado, no departamento Saône-et-Loire. Estende-se por uma área de 15,68 km². Em 2010 a comuna tinha 359 habitantes (densidade: 22,9 hab./km²).